# Česká spořitelna
Die Česká spořitelna (deutsch: Tschechische Sparkasse) ist die größte Geschäftsbank in Tschechien mit einer Bilanzsumme von 33,7 Mrd. Euro, 9.829 Mitarbeitern und 366 Zweigstellen zum 31. Dezember 2023. Sie ist eine Tochtergesellschaft der Erste Group. Ihr Sitz ist in Prag. Zusammen mit ihren Tochtergesellschaften bedient die Bank ungefähr fünf Millionen Kunden.

## Geschichte

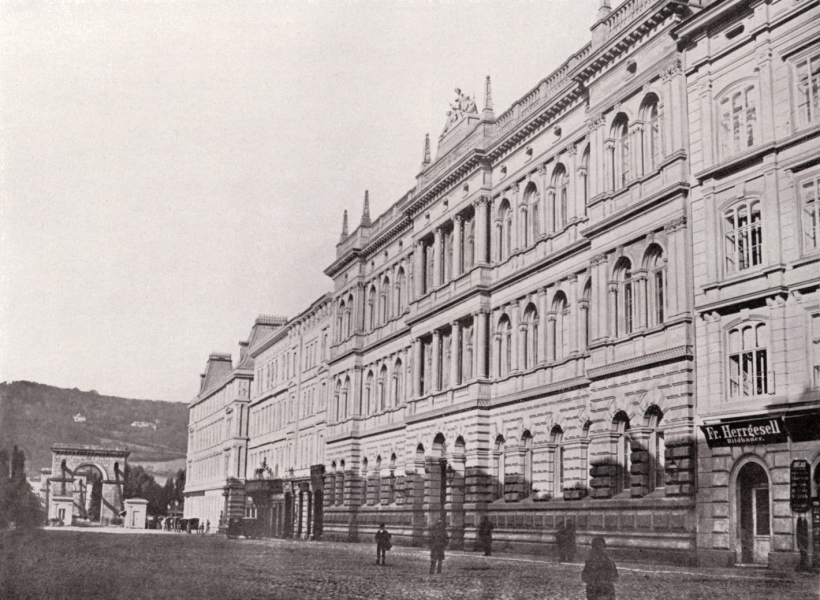
Gebäude der Česká spořitelna in Prag 1865, heute Sitz der Akademie der Wissenschaften

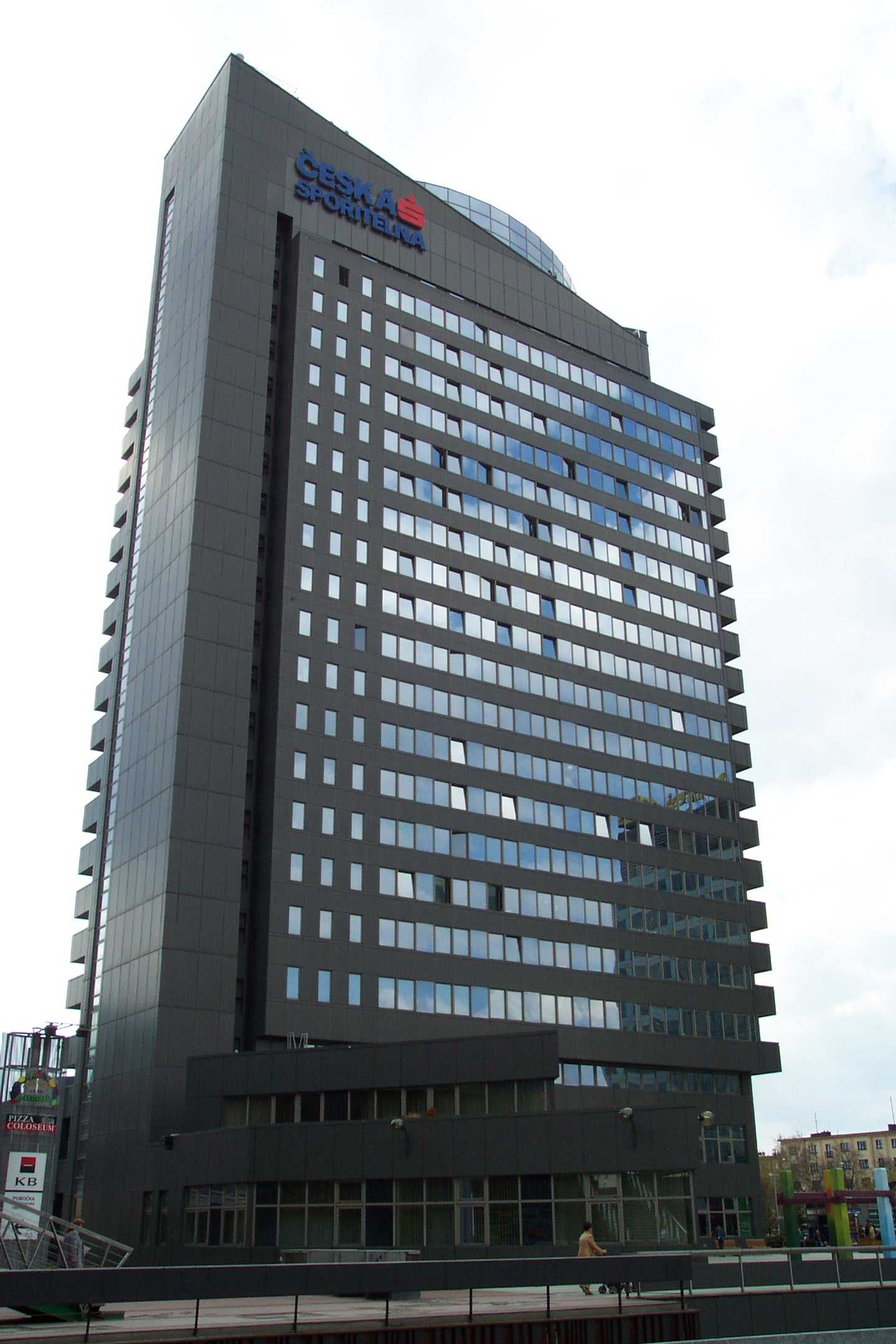
Hauptsitz in Prag

Das Geldinstitut wurde 1823 nach dem Beispiel der 1819 entstandenen Wiener Sparkasse von einer Gruppe böhmischer Adeligen unter der Federführung von Joseph von Hoch als Böhmische Sparkasse gegründet. Zu den Gründern der Bank gehörten zum Beispiel der Rudolph von Colloredo-Mansfeld, Leopold Ritter von Lämel, August Longin von Lobkowitz, Joseph zu Schwarzenberg, Franz zu Dietrichstein, Philipp von Kinsky. Kaiser Franz beteiligte sich an der Zeichnung des Grundkapitals von 12.000 Gulden mit 2.000 Gulden.
Im Jahre 1825 betrug ihre Bilanzsumme 136.000 Gulden, fünf Jahre danach, war diese auf 1,6 Mio. Gulden und 1850 auf, 16,7 Mio. Gulden angewachsen. Die Bank wuchs zusammen mit der Wirtschaft in den Kronländern, besonders in der zweiten Hälfte des Jahrhunderts. Gleichzeitig wuchs die Anzahl der Sparkassen überhaupt. In der zweiten Hälfte des 19. Jahrhunderts wurden immer neue Sparkassen gegründet, sodass im Jahre 1914 371 Sparkassen in den Kronländern Böhmen, Mähren und Schlesien ansässig waren. Die Böhmische Sparkasse unterhielt 1914 70 Zweigstellen in den deutschsprachigen Gebieten des Kronlandes. Darüber hinaus, im Rahmen der wachsenden Konfrontation zwischen den zwei Bevölkerungsgruppen – den Deutschen und den Slawen – entwickelte sich das Geldinstitut vorwiegend zu einer deutschen Bank. Die Slawen zogen es vor, eigene Sparkassen zu gründen.
Nach der Niederlage der österreichischen Monarchie entstand 1918 die Tschechoslowakei. Sowohl die Böhmische Sparkasse als auch ihre Nachahmer gediehen in der Zeit des Wirtschaftsaufschwungs. Die gesamte Bilanzsumme der Sparkassen entwickelte sich von 6,5 Mrd. Tschechoslowakische Kronen 1919 auf 23,6 Mrd. 1937. Die Angliederung des Gebiets der Kronländer an das Deutsche Reich 1938 wirkte sich nicht positiv auf die Wirtschaft aus. Allerdings wurde in der Zeit zwischen 1938 und 1945 eine wesentliche Konzentration im Bankwesen vorgenommen, in deren Zuge 1941 die Böhmische Sparkasse mit der Prager Stadtsparkasse fusionierte. Daraus entstand die Prager Sparkasse.

Logo bis 2022

1948 wurden nach der Machtübernahme der Kommunisten alle Sparkassen in Kreissparkassen umorganisiert, die 1953 auch eine formelle rechtliche Eigenständigkeit erhielten.
Die Kreissparkassen erfüllten vorwiegend die Aufgabe der Einsammlung von Einlagen und hatten nicht das Befugnis, Kredite an Betriebe zu vergeben. 10 bis 15 Prozent der Spareinlagen der Verbraucher durften sie in Form von persönlichen Kleinkrediten verwenden. 1967 wurden alle Kreissparkassen in eine zentrale, staatliche, Sparkasse zusammengefügt. Nach dem Zusammenbruch des Ostblocks 1989 wurde die staatliche Sparkasse 1992 in eine Aktiengesellschaft mit der Bezeichnung Česká spořitelna umgewandelt. Eigentümer waren zu 40 % der Staat, zu 20 % Städte und Gemeinden, 3 % des Eigenkapitals wurde als Reserve hinterlegt. Danach erfolgte eine Übernahme durch die Erste Bank.

## Aktivitäten
Die Geschäftsaktivitäten der Bank finden in Hauptgebieten Privatkundengeschäft, Firmenkundengeschäft und Kapitalmärkte statt.
Im Bereich des Privatkundengeschäftes ist die tschechische Bank Marktführer, mit einem Marktanteil um 30 % in fast allen Hauptproduktbereichen. Das Privatkundengeschäft wird von einem Vorstandsressort geführt. Dazu gehören auch Mikro- und Kleinbetriebe. Ihr Absatzkanal sind Zweigstellen, die bis auf Hypothekenzentren alle Produktbereiche vertreiben und verwalten.
Im Bereich der Firmenkunden wird das Geschäft mit mittelständischen Unternehmen, Großunternehmen und Bauwirtschaft von einem Vorstandsressort geführt. Mittelständische Unternehmen werden nach dem Muster der Muttergesellschaft in Kommerzzentren betreut. Großkunden und Bauprojekte werden zentral betreut. Im Bereich der Kapitalmärkte wird das Geschäft in enger Zusammenarbeit mit der Muttergesellschaft in Wien von einem eigenen Vorstandsressort geführt.